# Їстебніцька книга гімнів
Їстебніцька книга гімнів (чеськ. Jistebnický kancionál) — це чеський рукописний збірник гімнів близько 1430 року, який є першим свідченням зосереджених зусиль по перекладу літургії Західної Церкви на народну мову.

## Зміст
Їстебніцька книга гімнів є найбільшим збереженим компендіумом і найважливішим джерелом гуситської літургії та співу на чеських землях. Він містить чеські переклади латинської літургії, релігійні гімни, пісні для вечерень, а також чеські народні різдвяні колядки.
Він також містить перший запис гуситської бойової пісні Ktož jsú boží bojovníci.

## Зберігання
Рукопис зберігається в Празькому національному музеї . Копія рукопису знаходиться в галереї в Їстебніце, де рукопис був заснований.